# Mirka Yemendzakis
Mirka Yemendzakis, grekisk musiker och röstcoach vid grekiska nationalteatern i Aten. Hon har samarbetat med Peter Brook, Peter Oskarson och Robert Wilson, samt under åtta år med Peter Stein vid Berliner Schaubühne.